# 권병준
권병준(1971년 9월 21일 ~ )은 대한민국의 음악가, 영화배우, 미디어아티스트이다. 밴드 삐삐롱스타킹의 보컬 '고구마'로 알려져있으며 현재 미디어아티스트로 활발한 활동을 하고 있다.

## 학력
- 휘문고등학교
- 서울대학교 불어불문학과

## 참여 그룹과 앨범
- 1993. [토마토] 그룹
- 1997. 02 [삐삐롱스타킹] '바보버스' (싱글)
- 1997. 04 [삐삐롱스타킹] 《One Way Ticket》 (정규)
- 1998 [99 Ninety Nine] '99 And Yellow Kitchin' (with Yellow Kitchin)
- 1998. 12. 24 [99 Ninety Nine] 《스케치북》 (정규)
- 1999. 03. 01 [원더버드] 《The Story Of A Lazy Bird》 (정규)
- 2002. 02. 08 [원더버드] 《Cold Mon》 (정규)
- 2004. 03. 24 [삐삐밴드+삐삐롱스타킹] 《The Complete Best》 1995~1997
- 2004. 02. 13 [모조소년 Mozosonyon] 'Mozosonyon' / 달파란과 병준
- 2004 [버튼 Button]

## 참여 영화
- 1997 《죽이는 이야기》 조연, 음악
- 1998 《건축무한육면각체의 비밀》 조연
- 1999 《인섹티시드》 조연
- 2001 《우렁각시》 주연, 음악
- 2002 《4발가락》 조연, 음악
- 2002 《뿌연 하늘 흰 구름》 믹싱
- 2005 《장님은 무슨 꿈을 꿀까요》 음악

## 생애
- 휘문고등학교와 서울대학교 불어불문학과를 졸업했다.
- 네덜란드 헤이그 왕립음악원에서 전자음악과 미디어아트를 전공했다.
- STEIM(네덜란드 전자악기 연구개발 스튜디오)에서 악기개발 엔지니어로 근무했다.
- 문지문화원사이에서 미디어아트 관련 강의.
- 현재 서강대학교 영상대학원 겸임교수를 맡고 있다.

## 관련 인물
- 달파란
- 장영규
- 백현진
- 방준석
- 최수환